# Semène
Die Semène ist ein Fluss in Frankreich, der in der Region Auvergne-Rhône-Alpes verläuft. Sie entspringt im Regionalen Naturpark Pilat, im Gemeindegebiet von Saint-Genest-Malifaux, entwässert im Oberlauf generell nach Südwest, dreht dann auf Nordwest bis Nord und mündet nach rund 46 Kilometern beim gleichnamigen Ort Semène, im Gemeindegebiet von Aurec-sur-Loire als rechter Nebenfluss in die Loire. 
Auf ihrem Weg durchquert die Semène die Départements Loire und Haute-Loire.

## Orte am Fluss
- Saint-Genest-Malifaux
- Jonzieux
- La Séauve-sur-Semène
- Pont-Salomon
- Saint-Ferréol-d’Auroure
- Semène, Gemeinde Aurec-sur-Loire